# Alan Robert Pearlman
Pour les articles homonymes, voir Pearlman.
Alan Robert Pearlman (né le 7 juin 1925 à New York et mort le 5 janvier 2019, à Newton au Massachusetts) est un ingénieur américain, connu pour être le fondateur de la marque de synthétiseurs ARP.

## Biographie

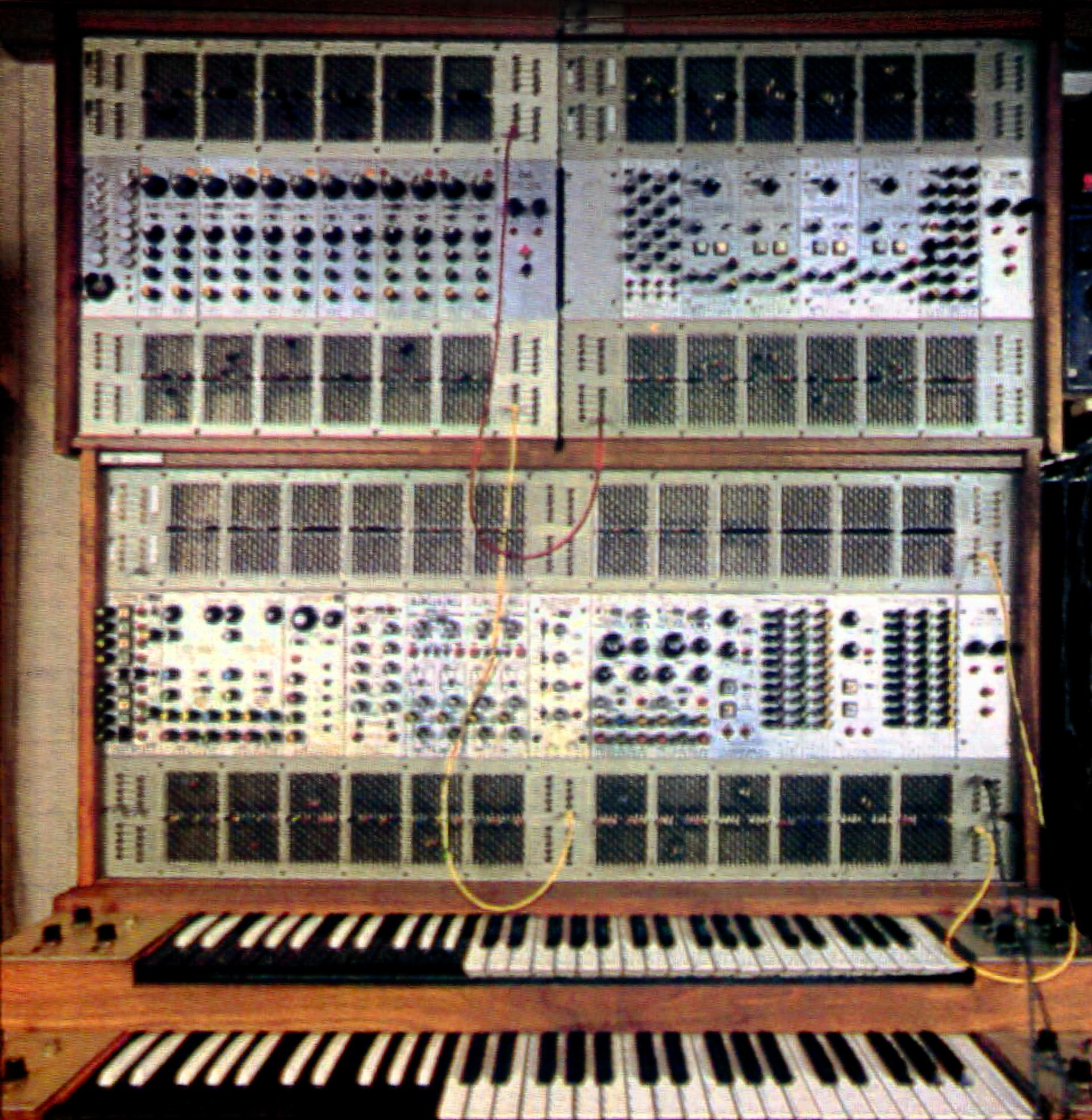
L'ARP 2500 conçu par Alan R. Pearlman.

Le père d'Alan R. Pearlman était concepteur de projecteurs pour salles de cinéma, et son grand-père fabriquait des pièces pour phonographes. Il a grandi parmi les appareils de radio, inspiré par des magazines scientifiques.
Il a servi brièvement dans l'armée après la Seconde Guerre mondiale. Par la suite il poursuit ses études à l'institut polytechnique de Worcester dans le Massachusetts, et sa thèse en 1948 portait sur des tubes à vide détecteurs d'enveloppe qui pouvaient extraire l'enveloppe sonore d'un instrument. Il a suivi par la suite des cours à l'université Harvard par un des inventeurs du transistor,  Walter Brattain.
Il passe cinq années à concevoir des amplificateurs pour la NASA dans le cadre des Programmes Gemini et Apollo. En 1969, il fonde la société Tonus Inc qui sera renommée ARP, dont le nom est formé à partir de ses initiales.
Son premier modèle est l'ARP 2500, lancé commercialement en 1970. Le modèle suivant, l'ARP 2600 a été un des plus populaires et un succès commercial. Il a été produit entre 1971 et 1980, quand ARP a cessé ses activités. L'ARP Odyssey a été produit pour sa part à partir de 1972. En 1976, ARP occupe 40 % du marché des synthétiseurs avec un modèle comme l'Omni. Cependant des difficultés financières dues à des divergences de vues dans l'équipe dirigeante, la concurrence avec Moog, couplée à un développement coûteux d'un synthétiseur pour guitare difficile à mettre au point, l'ARP Avatar, ont conduit à la disparition de la société.
Alan R. Pearlman reçoit le prix Alumni pour ses travaux en 1978.
En 2010, lors de la convention AES à New York, il a été présenté comme une « légende des claviers ».